# Bugrasi
Bugrasi é uma cidade e uma nagar panchayat no distrito de Bulandshahr, no estado indiano de Uttar Pradesh.

## Demografia
Segundo o censo de 2001, Bugrasi tinha uma população de 12,814 habitantes. Os indivíduos do sexo masculino constituem 53% da população e os do sexo feminino 47%. Bugrasi tem uma taxa de literacia de 45%, inferior à média nacional de 59.5%; a literacia no sexo masculino é de 57% e no sexo feminino é de 32%. 19% da população está abaixo dos 6 anos de idade.